# Anna Favella

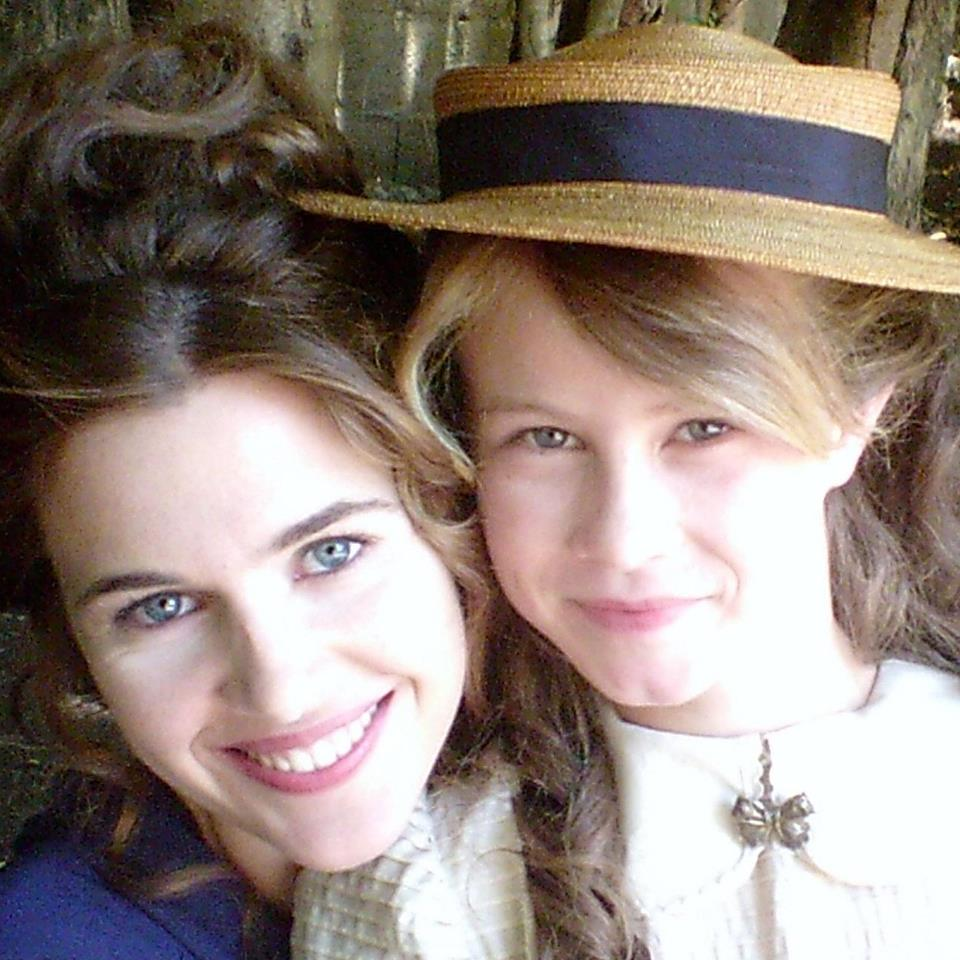
Anna Favella (links) mit Belen Leiva am Set von Terra ribelle

Anna Favella (* 21. September 1983 in Rom) ist eine italienische Schauspielerin.

## Leben und Karriere
Anna Favella wurde in der italienischen Hauptstadt Rom geboren, wo sie auch aufwuchs. Sie war zunächst als Theaterschauspielerin tätig. Ihr Debüt als Theaterschauspielerin gab sie 2005 unter der Regie von Roberto Lucci. Mit dem Theaterstück Amianto – paura di avere paura, welches 2007 bei der Theaterkompagnie CK Teatro (Colossal Kitch Teatro) im Teatro dell’Orologio in Rom seine Premiere hatte, hatte sie einen großen Erfolg auf der Theaterbühne. In der Folgezeit übernahm sie die weibliche Hauptrolle der Virginia in dem Stück Love – L’amore ai tempi della ragione permanente, eine Hommage an Ingmar Bergman, nach dessen Film Szenen einer Ehe. Diese Rolle spielte sie u. a. im Januar 2013 und im Mai 2014 am Teatro dell’Orologio (Sala Orfeo) in Rom. Weitere Theaterauftritte hatte sie u. a. in den Stücken Cashmere WA (2013), Delitto Pasolini – Una considerazione inattuale (2011), Due dozzine di rose scarlatte von Aldo De Benedetti (2008; als Marina) und Il Gobbo (dt.: Buckel; 2008, als Onka) von Sławomir Mrożek.
Ihr Fernsehdebüt gab sie 2008 in der italienischen Miniserie Enrico Mattei – L'uomo che guardava al futuro, in der sie Priscilla Leoni, eine US-amerikanische Spionin, spielte. 2009 wirkte sie in der Rolle der Gaia in einer Episode der 7. Staffel der langlebigen italienischen Fernsehserie Don Matteo mit. Ihr Erfolg als Fernsehschauspielerin begann im Jahr 2010 mit der italienischen TV-Serie Terra ribelle auf Rai 1. Sie übernahm in der Serie die Rolle der Elena Giardini/Marsili und verkörperte die jüngere Tochter des toscanischen Grafen Giardini. Sie gehörte, gemeinsam mit Rodrigo Guirao Díaz, zu den Hauptdarstellern der Serie. 2011 drehte sie die zweite Staffel der Serie Terra ribelle – Il nuovo mondo, die dann ab Oktober 2012 ebenfalls auf Rai 1 ausgestrahlt wurde.
In dem italienischen Independent-Film Mr. America (2013), einem Thriller über den Künstler Andy Warhol von Leonardo Ferrari Carissimi, spielte sie die weibliche Hauptrolle. Sie verkörperte die junge und erfolgreiche Kunstgaleristin Penny Morningstar. Der Film lief im November 2013 in den italienischen Kinos an. 2014 war sie in der italienischen Soap Opera Centovetrine zu sehen. Seit 2015 gehört sie zur Besetzung der mittlerweile 10. Staffel italienischen Comedy-Serie Un medico in famiglia.
2011 war sie als beste Hauptdarstellerin beim 51. Festival de Télévision de Monte-Carlo und bei der 68. Mostra del Cinema di Venezia in der Kategorie „personaggio dell’anno“ für den Premio Kinéo nominiert.
Favella ist mit dem italienischen Theater-, Film- und Fernsehregisseur Leonardo Ferrari Carissimi liiert, mit dem sie regelmäßig am Theater und im Film zusammenarbeitete. Sie lebt in Rom.

## Filmografie
- 2008: Enrico Mattei – L’uomo che guardava al futuro (Miniserie)
- 2009: Don Matteo 7 (Fernsehserie)
- 2010: Terra ribelle (Fernsehserie)
- 2012: Terra Ribelle – Il Nuovo Mondo (Fernsehserie)
- 2013: Mr. America (Kinofilm)
- 2014: Centovetrine (Fernsehserie)
- 2015: Un medico di famiglia 10 (Fernsehserie)
- 2017: Le tre Rose di Eva (Fernsehserie)